# 佐藤あずさ (タレント)
佐藤 あずさ（さとう あずさ、1987年5月26日 - ）は、日本のタレント、女優。群馬県出身。本名、佐藤 亜寿沙。シャイニングウィル、キャット・テール（いろは名義）、株式会社コペルを経て、YScompany所属。ロリィタ系モデル・くる実としても活動、商品モデルを務める。

## 来歴
- 学生時代から佐藤亜寿沙等の名義で、雑誌モデル、女優、タレント、撮影会モデル、ライブ等の活動を行う。ライブでもトレードマークにしていたアルトリコーダーを、タレントとしてのキャラクター設定にも応用し「笛ドル」[6][7] と銘打って、バラエティ番組等に進出した。東日本大震災からの復興を支援する「東北復興支援チャリティーライブ がんばれニッポン がんばるアイドル〜」（2013年3月10日）に「ご当地アイドル」の面々と並んで登壇し[8]「一人一ジャンル系の一芸アイドル」[9] として認知されていることを示した。
- 『欽ちゃん&香取慎吾の全日本仮装大賞』に、エスコートガールとして2011年の第85回大会より毎回出演し[10][11][12]、2025年5月現在で連続17回出演[13]。2014年の第91回大会からは、エスコートガールをまとめるチーフ・バニーを務める[14][15]。
- トーク番組では、自分がほしい物品を列挙し、視聴者からのプレゼントを要求するスタイルが定着し、「笛ドル」に代って「おねだり女優」の称号が用いられるようになっている[16]。
- 2017年10月14日、所属事務所がYScompanyになる。

## 人物
- 趣味：ロリィタ服を着て出かけること, 飼い猫の次元と一緒に寝ること、オカルト系のコンビニ文庫を読むこと。
- 特技：ピアノ、リコーダー、バレエ、新体操。
- 2020年11月、元小学校教員の母親にクラシカル系のブランド、Victorian maiden（ヴィクトリアンメイデン）を着て貰い、母娘で大理石村ロックハート城を背景に写真撮影をしたところ、ネット上で「似合ってる」と話題を呼んで[17][18]、改めて取材を受けることになった[19]。

## 出演

### TV
- Take Me Out（2009年12月、フジテレビ）
- さんま&くりぃむの芸能界(秘)個人情報グランプリ（2010年2月、フジテレビ）
- インディゴの夜（2010年3月、東海テレビ / 共同テレビ） - エピソード10
- ウェルカムTV（2010年5月1日 - 9月4日、テレビ東京） - MCアイドル（レギュラー）
- Future Tracks→R（2010年5月27日、テレビ朝日） - お悩み相談
- うわっ!ダマされた大賞（2010年7月2日、日本テレビ系）
- 不可思議探偵団 レギュラー争奪 不可思議アイドルグランプリ（2010年7月19日、日本テレビ系）[20]
- 新知識階級 クマグス（2010年8月12日、TBSテレビ） - 珍ドル祭り
- 「明日使える！ジャパニーズジョークSHOW テッパン（2010年9月28日、日本テレビ系） - 再現VTR
- 全力坂 No.854 岸町二丁目の坂,No.857 游鯉園の坂（2010年11月11日・17日、テレビ朝日）
- ズームイン!!サタデー（2011年1月8日、日本テレビ系）
- 欽ちゃん&香取慎吾の全日本仮装大賞（2011年1月9日 - 2025年5月26日、日本テレビ系） - エスコートガール（レギュラー）[21][注 1]
- ガリレオ脳研（2011年1月29日、テレビ朝日）
- 千原芸能社（2011年2月9日、関西テレビ放送） - 笛アイドル
- ゴッドタン（2011年2月23日、テレビ東京） - キモンスターズオーディション
- 劇団ひとりの新番組を考える会議（2011年6月28日、テレビ朝日） - 番組発のマイナーアイドルを作る
- スパニチ!! キョクターン（2011年7月3日、TBSテレビ）
- ざっくりハイボール（2011年10月8日 - 2012年9月29日、テレビ東京） - ざっくりハイガール（レギュラー）
- お願い!ランキング（2012年6月、テレビ朝日）
- ザキロバ！アシュラのススメ（2012年11月、メ～テレ）
- 獣電戦隊キョウリュウジャー（2013年10月13日、テレビ朝日）

### 映画
- 空想アイドル7〜みんなの夢はミナノユメ〜（2011年6月18日、ZYANGIRI）[27]『メルヘンドリーム』主演 [28]
- いびつ（2013年2月2日、監督：森岡利行、チャンスイン） - カオリ 役 [29]
- asfi in アイドル怪談（ホラー）（2013年6月、監督：佐々木友紀、BAD TASTE）
- 忍風戦隊ハリケンジャー 10 YEARS AFTER（2013年8月9日、東映） - ホステス 役
- 徹底検証 未確認生物発見！！（2014年、監督：鳥居康剛、チャンスイン） - 主演 細川唯 役[30]
- 脱衣サバゲー DATSUI SUVIVAL GAME（2015年、監督: 遊山直奇） - アイドル・あずさ役
- TURNING POINT（2022年4月9日 - 10日、エンタメイティブ株式会社） - 前田典子 役[31]

### 舞台
- 幕末エンジェル〜伝えたい愛の歌〜（2008年11月27日 - 30日、朝倉薫演劇団、野方区民ホール）
- 私の王子様（2011年2月7日、CLUB CRAWL） - 一人芝居

### インターネット
- おしゃたまラジオ（2008年4月18日 - 2009年3月27日、集英社ウルトラジャンプエッグ） - レギュラーパーソナリティ
- ガールズトレイン（2009年12月11日、あっ!とおどろく放送局）
- ストーリー変動型番組『美少女デート』（2011年、BeeTV） [32]
- シャイニングウィルのニコジョッキー（2012年7月17日 - 2013年4月24日、ニコニコ生放送） - レギュラーパーソナリティ
- ミック宮川のレディオ!! VIN!VIN! Vol.22☆12月号（2012年12月19日）
- 奉納！さとあず神社（仮題 佐藤あずさのニコジョッキー）（2015年5月7日 - 、ニコニコ生放送） - レギュラーパーソナリティ
- riseなLIFE II（2015年5月2日 - 、イッツコムチャンネル） - レギュラーリポーター

### モデル
- Victorian maiden ヴィクトリアンメイデン（2022年6月15日 - ） - 商品モデル[33][34]。くる実として[4][5]。

## CD-ROM / DVD
- GIRLS TRAIN 動画付写真集 No.291 佐藤あずさ（2009年12月18日発売・シーズファクトリー）
- 初恋MEMORY THE 1st 佐藤あずさ（2010年6月16日発売・Reimon LABEL）

## CM
- DMM.com（2010年11月 - 12月）

### その他
- グラカラ（2011年3月配信、cyber DAM）
- 東京オートサロン（2015年1月11日、幕張メッセ） - G-Tech
- スケールアヴィエーション（2015年3月号） - 座談会
- KERA9月号（2015年7月16日） - ヘアモデル（くる実名義）